# Germà màrtir
|  | Per a altres significats, vegeu «Sant Germà». |

Germà fou un màrtir cristià esmentat pels apògrafs jeronimians i altres com el de la reina de Suècia, l'Atrebatense, el Tornacense i algun altre. Va morir en lloc i data desconeguts junt amb altres deu màrtirs dels quals només és conegut el nom de sis. El seu dies natalis o la seva festa se celebra el 27 d'abril.
Un altre Germà màrtir apareix esmentat com a patint el martiri en lloc i data desconeguts junt amb cinc homes i una dona.